# Irene Timmers
Irene Timmers (ur. 23 lipca 1978) – holenderska lekkoatletka, tyczkarka.
Nie zaliczyła żadnej wysokości w eliminacjach podczas mistrzostw Europy juniorów (1997).
Medalistka mistrzostw Holandii. Była rekordzistka kraju (3,41 – 3 maja 1997, Lisse).